# Reichertshofen
Reichertshofen település Németországban, azon belül Bajorországban. Lakosainak száma 8448 fő (2023. december 31.). Reichertshofen Manching és Geisenfeld községekkel határos.

## Népesség
A település népessége az elmúlt években az alábbi módon változott:
| Lakosok száma | 897  | 2142 | 4497 | 5624 | 7684 | 7781 | 8066 | 8180 | 8370 | 8448 |
|               | 1875 | 1950 | 1970 | 1987 | 2012 | 2013 | 2015 | 2017 | 2021 | 2023 |